# Emily Levesque
Emily Levesque es astrónoma estadounidense y profesora asistente en el Departamento de Astronomía de la Universidad de Washington.  Es famosa por su trabajo en estrellas masivas y el uso de estas estrellas para investigar la formación de las galaxias. En 2014, recibió el Premio Annie Jump Cannon por su trabajo innovador en los brotes de rayos gamma y la Beca Sloan en 2017. En 2015, Levesque, Rachel Bezanson y Grant R. Tremblay publicaron un artículo influyente, que criticó el uso del examen de física GRE como un criterio de corte de admisión para programas de posgrado en astronomía que muestran que no hubo una correlación estadística entre la puntuación del solicitante y el éxito posterior en sus carreras académicas. Posteriormente, la Sociedad Astronómica Estadounidense adoptó la postura de que el examen de física GRE no debería ser obligatorio para las solicitudes de escuelas de posgrado, y muchos programas de astronomía de posgrado han eliminado el examen de física GRE como una parte requerida de sus solicitudes a las escuelas de posgrado.

## Primeros años y educación
Levesque creció en Taunton, Massachusetts.  Obtuvo su grado en física en el MIT en 2006, seguido de un doctorado en astronomía en la Universidad de Hawái en 2010.

## Carrera académica
Desde 2010-2015, Levesque fue un investigadora postdoctoral en la Universidad de Colorado como becaria Einstein desde 2010-2013, y luego con una beca Hubble desde 2013-2015. Ha sido profesora asistente en el Departamento de Astronomía en la Universidad de Washington desde 2015.

## Investigación

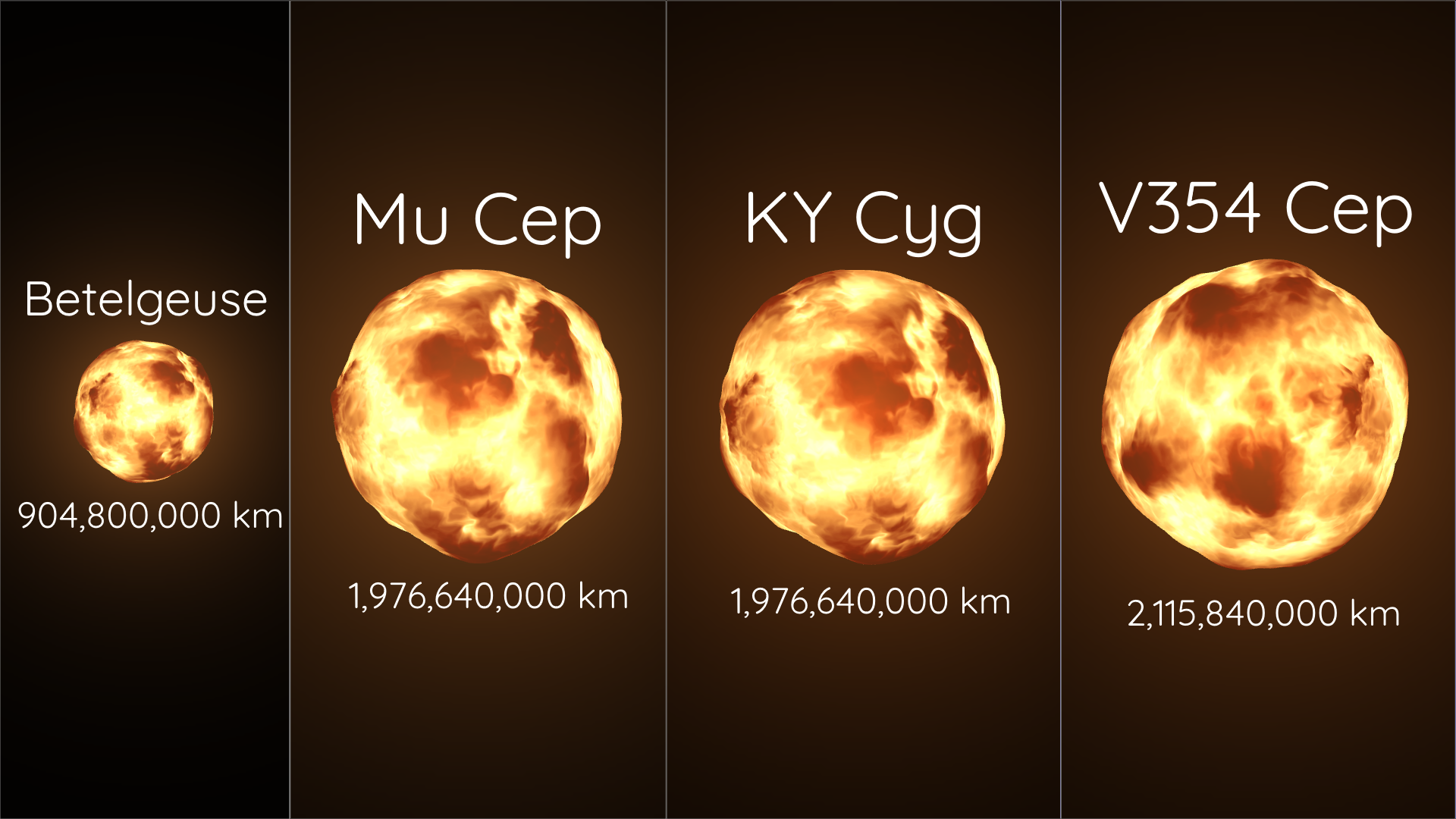
Comparación de tamaño de Betelgeuse, Mu Cephei, KY Cygni y V354 Cephei según la publicación de Emily Levesque

Levesque usa tanto observaciones como modelos en su trabajo. En la parte ultravioleta del espectro, ella usa el telescopio espacial Hubble para obtener espectros de galaxias que forman estrellas. En la óptica, usa los observatorios Gemini y Keck en Mauna Kea y los Observatorios Las Campanas en Chile para estudiar las supergigantes rojas en la Vía Láctea y en las Nubes de Magallanes.  Ha descubierto muchas nuevas supergigantes rojas, así como la primera candidata a un objeto Thorne-Zytkow.